# Magdalena Woźniczka
 (août 2020).
Magdalena Woźniczka' est une joueuse polonaise de volley-ball née le 11 avril 1997. Elle joue au poste de réceptionneur-attaquant. Durant la saison 2020/2021, elle joue pour le Jedynka Aleksandrów Łódzki.